# Nový Žďár

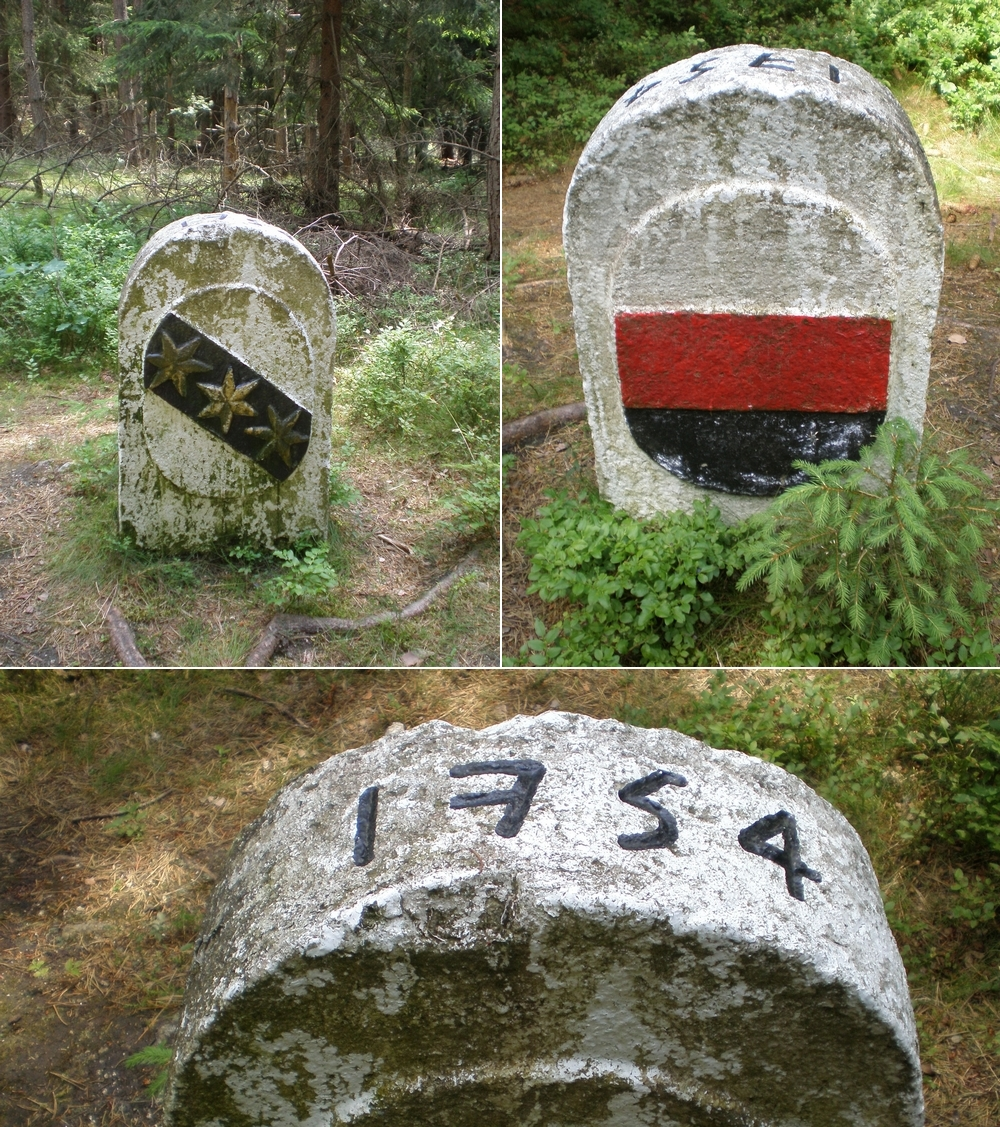
1754-ből származó határkő a német-cseh államhatáron

Nový Žďár (németül Neuenbrand) Aš településrésze Csehországban a Karlovy Vary-i kerület Chebi járásában.

## Fekvése
Az Aši-kiszögellés nyugati részén, Aš-tól 3 km-re délre fekszik. Északon Mokřiny, keleten Nebesa településsel szomszédos, nyugat felől a cseh-német államhatárt érinti.

## Története
1569-ben a szász választófejedelem oklevele említi elsőként. Később Mokřinyhez csatolták. Lakói főként mezőgazdasággal foglalkoztak, illetve a helyi kőfejtőben dolgoztak. A két világháború közötti években 35 lakóházában 380-an éltek. 1951-ben a település egy részét, a vasút és az államhatár közti területet, a határsáv tiltott övezetévé nyilvánították, mely övezetben fekvő lakóházak lebontásra kerültek. 1975-től Aš településrésze. Jelenleg 8 lakóházában 27 lakos él.

## Lakossága
| Év            | 1850 | 1930 | 1947 | 1961 | 1970 | 2001 |
| ------------- | ---- | ---- | ---- | ---- | ---- | ---- |
| Lakosok száma | 179  | 380  | 166  | 43   | 44   | 24   |

## Nevezetességek
- A cseh-német államhatár 7/10 és 9/8 számú határkövek közti szakaszának 18 - 19. századi határkövei. A különböző korokból származó határkövek közül az 1718-ból illetve 1754-ből származó hét kő a Zedtwitz és az Erkersreuthi Lindenfels családok címerét viseli.
- Az egykori egészségügyi intézet emeletes épületegyüttesét Albert Kirchoff építtette 1916 és 1918 között. Az épületek a jelenlegi körforgalom közelében, az aši városközpontba vezető út mentén fekszenek. Az épületegyüttes közúttól távolabb elhelyezkedő kisebbik épülete gyermekgondozóként működött. 1951-től az 1990-es évek kezdetéig a határőrség laktanyájaként használták, kisebbik épületében a határőrség kutyatenyésztő és kiképző állomása üzemelt.

## Gazdasága
- Betonozó üzemének létesítése 2009 májusában kezdődött.

## Közlekedés
- Közúton a 64-es számú Aš – Cheb útvonalon érhető el, melynek Aš várost elkerülő, 2002-ben megépített szakasza a település területén halad keresztül. Az elkerülő útvonal leágazásának útkereszteződését a gyakori közlekedési balesetek miatt 2004-ben körforgalmúvá alakították át. Az 1990-es években épített üzemanyagtöltő állomása az aši városközpontba vezető út mentén, az egykori határőr-laktanya szomszédságában található.

## Fordítás
Ez a szócikk részben vagy egészben a Nový Žďár című cseh Wikipédia-szócikk ezen változatának fordításán alapul.  Az eredeti cikk szerkesztőit annak laptörténete sorolja fel. Ez a jelzés csupán a megfogalmazás eredetét és a szerzői jogokat jelzi, nem szolgál a cikkben szereplő információk forrásmegjelöléseként.
1. ↑  Cseh Statisztikai Hivatal: https://www.czso.cz/csu/czso/vysledky-scitani-2021-otevrena-data (cseh nyelven). (Hozzáférés: 2022. november 1.)
2. ↑  Obce Ašska v proměnách času, 2008